# Capital Bank
Die Capital Bank ist die Privat- und Investmentbank im Konzern der Grazer Wechselseitige Versicherung (GRAWE). Sie bildet gemeinsam mit der Bank Burgenland sowie dem Bankhaus Schelhammer & Schattera die Bankengruppe der GRAWE.

## Geschäftsfelder
Die Geschäftsfelder der Capital Bank sind:
- Vermögensverwaltung / Asset Management
- Vermögensberatung / Asset Allocation
- Vermögensstrategie
- Fondsanalyse
- Private Equity als Teil von „Alternativen Investments“
- Bauherrenmodelle
- Vorsorgewohnungen
- Philanthropie-Beratung

Die Capital Bank wendet sich an vermögende Private, Familien und Stiftungen sowie Firmen und institutionelle Kunden für Fragen rund um die Vermögensanlage. Über „die plattform“ bietet die Capital Bank darüber hinaus Depot- und Kontoführung für Kunden freier Finanzdienstleister an.

## Filialen
Neben dem Hauptsitz Burgring 16 in Graz gibt es vier weitere Filialen in Kitzbühel, im „Palais Rosanelli“ Klagenfurt, Salzburg und im historischen „Palais Esterhazy“ in der Wallnerstraße 4 in Wien.

## Allgemeines
Philipp Meran, ein direkter Nachfahre von Johann von Österreich, ist Präsident des Aufsichtsrates der GRAWE die Grazer Wechselseitige Versicherung AG. Hinter dem Konzern soll ein Verein auf Wechselseitigkeit die Unabhängigkeit sichern. Zum Teilkonzern der Capital Bank gehören die BK Immo, als Initiator von Vorsorgewohnungen und Bauherrenmodellen und die Security Kapitalanlage AG, als Fondsgesellschaft der Gruppe. Außerdem ist die Capital Bank zu 20 % an der neu gegründeten und österreichweit tätigen Bank99 beteiligt.
Im Jahr 1922 erfolgte die Gründung der Lavanttaler Gewerbe- und Handelsbank als Genossenschaft mit beschränkter Haftung; 1988 beteiligte sich die Grazer Wechselseitige Versicherung als Aktionär. Ein Jahr später kam es zur Gründung der Security Kapitalanlagegesellschaft und 1991 zum Eintritt in den Verband Österreichischer Banken und Bankiers.
2001 wurde der Name Capital Bank-Grawe Gruppe AG angenommen. Sieben Jahre später erfolgte eine Umstrukturierung der Bankentöchter der GRAWE-Gruppe zu einer Kreditinstitutsgruppe mit der Hypo Bank Burgenland. 2009 wurde die zentrale Vermögensverwaltung gegründet wie auch die BK-Immo, mit der es zu einer Erweiterung der Anlagelösungen um Vorsorgewohnungen und Bauherrenmodelle kam. Ebenfalls wurden die Fremdfondsanalyse und deren Rating gestartet.
Zur Übernahme der Verwaltung der Schelhammer & Schattera Vermögensverwaltungen kam es 2016.

## Auszeichnungen
Die Capital Bank  wurde mehrfach als eine der besten Privatbanken im deutschsprachigen Raum ausgezeichnet (Fuchsbriefe „Die Prüfinstanz“).